# Cetejus schenklingi
Cetejus schenklingi là một loài bọ cánh cứng trong họ Passalidae. Loài này được Heller miêu tả khoa học năm 1910.